# سعدون العتیبی
سدون العتیبی (زادهٔ ۲ اوت ۱۹۵۹) یکی از اعضای پیشین مجلس ملی کویت ، و نماینده ناحیه پنجم بود . سدون که در سال ۲۰۰۸ به عضویت مجلس ملی منصوب گردید، یک معاون مستقل می باشد.

## بازشماری
نماینده دهم از بخش پنجم در کل عبدالله العجمی بود. در این شرایط، در تاریخ ۲۲سپتامبر ۲۰۰۸ ، بعد از شمارش مجدد رای ها، دادگاه قانون اساسی کرسی العجمی را لغو نمود و آن را به العتیبی تحویل داد. 

## حمایت از افزایش حداقل دستمزد
العتیبی و خلف العنزی هر دوی آنان افزایش دستمزدهای پیشین را «بسیار کم» و برای جواب دادن به افزایش بسیار قیمت‌های مصرف‌کننده لازم ندانند. درتاریخ ۲۱ فوریه، بعد از اینکه تورم به بالاترین حد خودش در ۱۵سال گذشته رسید، پارلمان در تاریخ ۲۱ فوریه افزایش حقوق ماهانه ۱۲۰ دینار ( به دلار آمریکا۴۴۰دلار) برای شهروندان قسمت دولتی و خصوصی را تصویب نمود. همچنین این تصمیم را گرفت که ۵۰دینار (۱۸۳دلار آمریکا) دستمزد خارجی های کارمند در دولت را بیشتر کند. العتیبی در جواب گفت: «بیشتر نمودن حقوق اعلام شده از سمت دولت بسیار دلسرد کننده و بسیار کم می باشد. در برابر افزایش بیش از اندازه قیمت کالاهای مصرفی هیچ چیزی انجام نخواهد داد. . . ما قانونی را تصویب می کنیم که حداقل ۵۰دینار دیگر (۱۸۳دلار آمریکا) اضافه نماییم.» 
متوسط حقوق ماهیانه کارمندان کویتی بیش از ۱,۰۰۰ دینار (۳,۶۵۰دلار) می باشد، ولی برای مهاجران کمتر این می باشد.